# Johnny Gray
John „Johnny” Lee Gray Junior (ur. 19 czerwca 1960 w Los Angeles) – amerykański lekkoatleta specjalizujący się w biegach średniodystansowych, czterokrotny uczestnik igrzysk olimpijskich (1984, 1988, 1992, 1996), brązowy medalista olimpijski z Barcelony (1992) w biegu na 800 metrów.

## Sukcesy sportowe
- sześciokrotny mistrz Stanów Zjednoczonych w biegu na 800 m – 1985, 1986, 1987, 1989, 1992, 1996[1]
- halowy mistrz Stanów Zjednoczonych w biegu na 1000 yardów – 1986[2]

| Rok  | Miasto       | Zawody                      | Konkurencja   | Wynik         |
| ---- | ------------ | --------------------------- | ------------- | ------------- |
| 1984 | Los Angeles  | letnie igrzyska olimpijskie | bieg na 800 m | 7. miejsce    |
| 1987 | Indianapolis | igrzyska panamerykańskie    | bieg na 800 m | złoty medal   |
| 1988 | Seul         | letnie igrzyska olimpijskie | bieg na 800 m | 5. miejsce    |
| 1991 | Tokio        | mistrzostwa świata          | bieg na 800 m | 6. miejsce    |
| 1992 | Barcelona    | letnie igrzyska olimpijskie | bieg na 800 m | brązowy medal |
| 1996 | Atlanta      | letnie igrzyska olimpijskie | bieg na 800 m | 7. miejsce    |
| 1999 | Winnipeg     | igrzyska panamerykańskie    | bieg na 800 m | złoty medal   |

## Rekordy życiowe
- bieg na 600 metrów – 1:12,81 – Santa Monica 24/05/1986 (rekord świata)
- bieg na 800 metrów – 1:42,60 – Koblencja 28/08/1985 (do 2019 rekord Ameryki Północnej)
- bieg na 800 metrów (hala) – 1:45,00 – Sindelfingen 08/03/1992 (do 2019 halowy rekord Ameryki Północnej)
- bieg na 1000 metrów – 2:21,76 – Villeneuve-d’Ascq 02/07/1993